# Jonas Wallerstedt
Anders Jonas Wallerstedt (n. 18 martie 1978 în Linköping) este un fost fotbalist suedez care evolua pe postul de atacant. În prezent antrenează echipa din Tipselit a clubului GIF Sundsvall.